# Schweineburg
Schweineburg (westallgäuerisch: Schwinəburg) ist ein Gemeindeteil der Gemeinde Gestratz im bayerisch-schwäbischen Landkreis Lindau (Bodensee).

## Geographie
Der Weiler liegt circa 2,5 Kilometer nordöstlich des Hauptorts Gestratz und zählt zur Region Westallgäu.

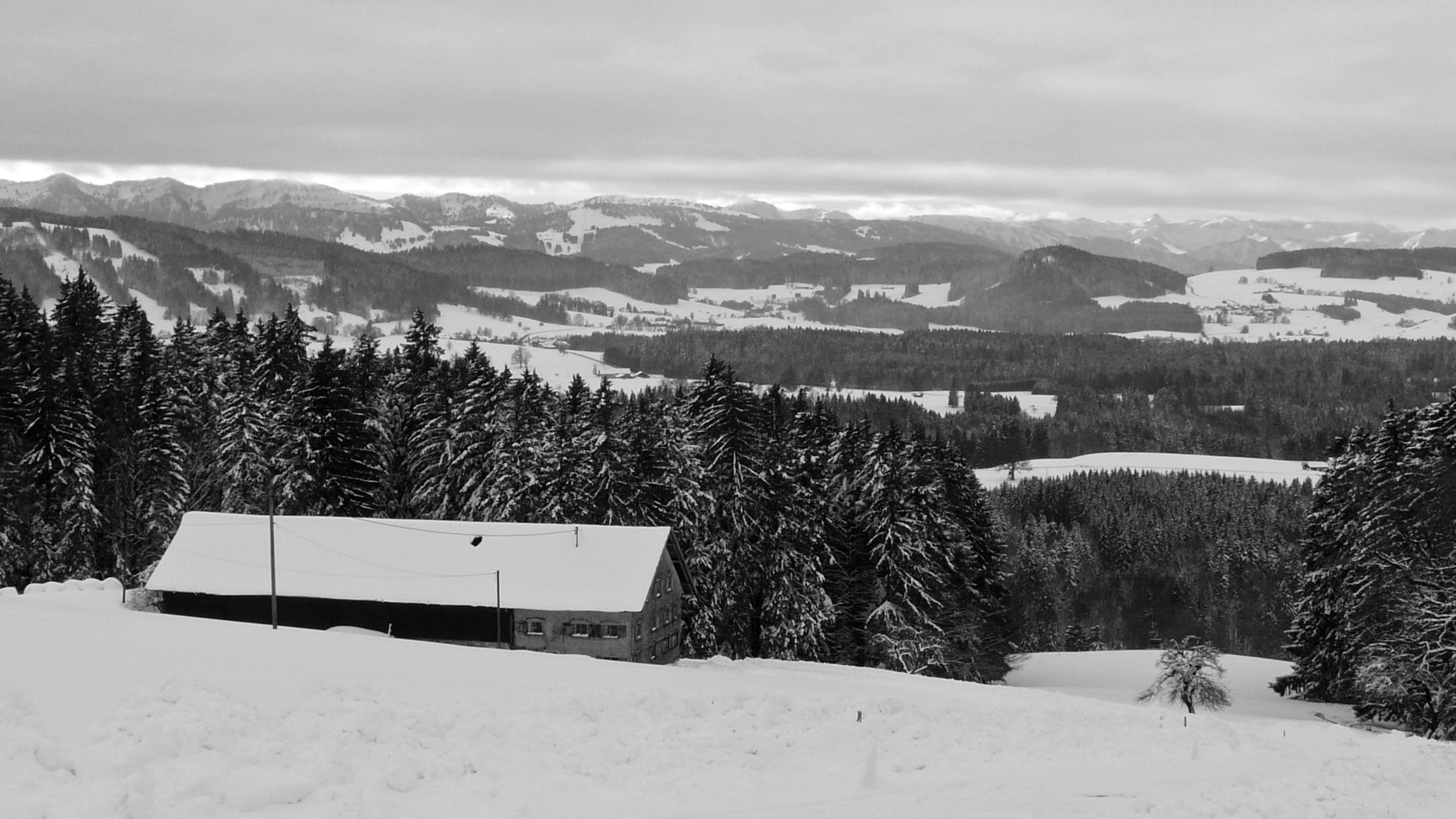
Baudenkmal in Schweineburg

## Ortsname
Der Ortsname setzt sich aus dem mittelhochdeutschen Grundwort  burc für Burg, Stadt sowie dem ebenfalls mittelhochdeutschen Bestimmungswort  swīn für Schwein zusammen und bedeutet somit Burg, in der Schweine leben.

## Geschichte
Schweineburg wurde erstmals im Jahr 933 als Svedinisperch urkundlich erwähnt. Da die Ersterwähnung aus dem Jahr 933 nicht eindeutig zuzuordnen ist, wird sich auch auf die nächste Erwähnung im Jahr 1234 mit Bertoldo de Swinoburc bezogen. 1760 fand die Vereinödung des Orts mit sechs Teilnehmern statt. Durch Schweinebach verlief einst die Grenze des Alpgaus und später dann die Grenze der Grafschaft Eglofs.

### Burgstall Schweineburg
Rund einen halben Kilometer südlich des Weilers liegt das Bodendenkmal des ehemaligen Burgstalls Schweineburg. Dabei handelt es sich um ein kreisförmiges Plateau mit dem Durchmesser von rund 200 Metern mit wallartigen Erhöhungen an den Rändern. Vermutet wird eine vorrömische Ringwallanlage, die später als Bauernfliehburg genutzt wurde. Zudem gibt es Vermutungen, dass hier eine Kirche stand oder errichtet werden sollte. Kiesabbau zerstörte einen Teil der Anlage.

## Sehenswürdigkeiten
- Geotop: zu Nagelfluh verfestigter Schotter, südlich des Orts. Siehe: Liste der Geotope im Landkreis Lindau (Bodensee)
- Baudenkmal: zweigeschossiger Satteldachbau, Wohnteil verschindelt, wohl 18. Jahrhundert. Siehe: Liste der Baudenkmäler in Schweineburg
- Bodendenkmal: Burgstall Schweineburg, mittelalterlicher Burgstall. Siehe: Liste der Bodendenkmäler in Gestratz